# Arrhidaios (General)
Arrhidaios (altgriechisch Ἀρριδαῖος Arrhidaíos) war einer der Generäle Alexanders des Großen. Über eine mögliche Teilnahme am Asienfeldzug ist von ihm nichts überliefert.

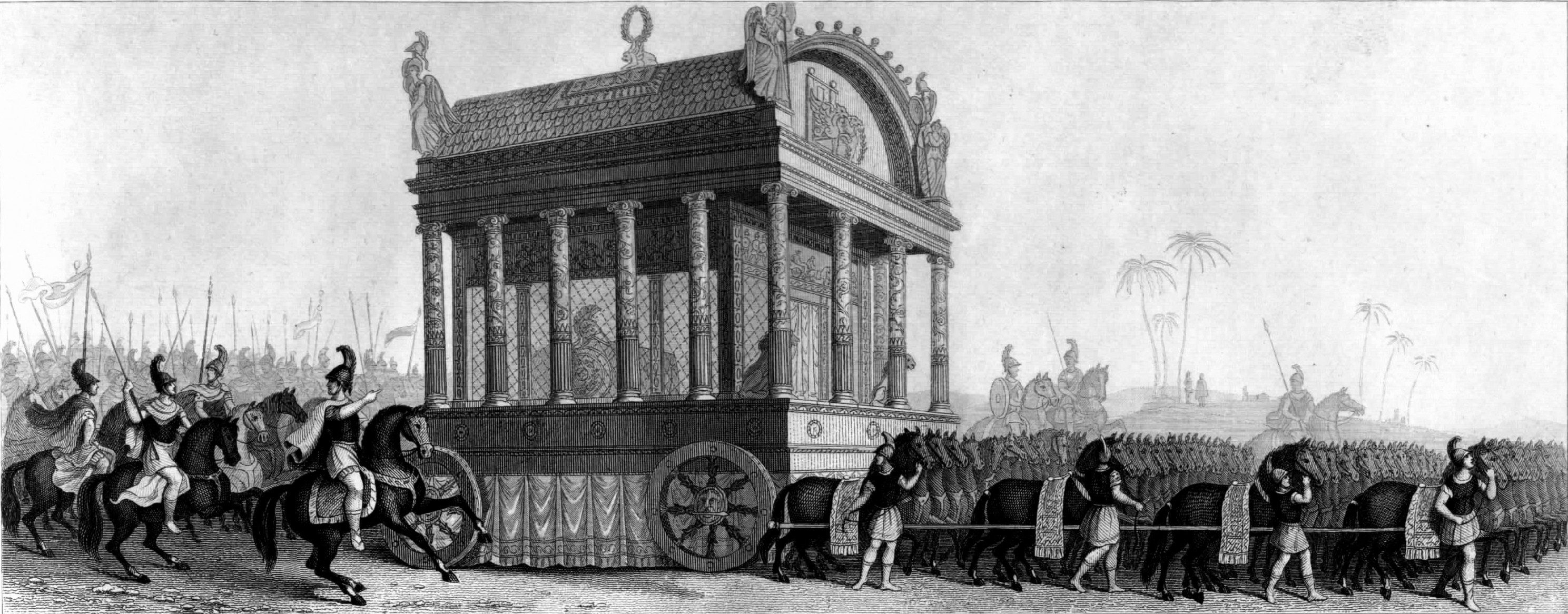
Der Leichenzug gemäß der Beschreibung bei Diodor (Rekonstruktion des 19. Jahrhunderts)

Nach dem Tod Alexanders 323 v. Chr. wurde Arrhidaios mit der Überführung des Leichnams von Babylon in das ägyptische Siwa betraut. Der Leichenzug konnte erst nach der Vollendung des Sarkophags 321 v. Chr. begonnen werden. In Syrien zog ihm jedoch Attalos entgegen, der auf Anweisung des Reichsregenten Perdikkas den Leichnam übernehmen und in das makedonische Aigai führen sollte. Mit der Unterstützung Ptolemaios’, des Herrschers Ägyptens, konnte er dem Treffen mit Attalos entgehen und den Zug erfolgreich an seinen Bestimmungsort bringen.
Nach der Ermordung Perdikkas’ 320 v. Chr. wurden Arrhidaios und Peithon auf Betreiben Ptolemaios’ als Regenten bestimmt. Doch kurze Zeit später, auf der Konferenz von Triparadeisos, wurden sie auf Betreiben Eurydikes wieder abgesetzt und Antipater übernahm die Regentschaft. Bei der Aufteilung der Provinzen erhielt er das hellespontinische Phrygien. 319 v. Chr., nach dem Tode Antipaters, versuchte er einen Angriff auf Kyzikos, der jedoch fehlschlug. Antigonos nutzte diesen Umstand, um Arrhidaios die Satrapie streitig zu machen. Arrhidaios dankte ab und zog sich nach Kios zurück.